# El Bonillo
El Bonillo è un comune spagnolo  situato nella comunità autonoma di Castiglia-La Mancia.